# Amade Uatassi

Amade Uatassi

Abu Alabás Amade ibne Maomé (em árabe: أبو العباس أحمد بن محمد; romaniz.: Abū al-'Abbās Aḥmad ben Muḥammad), melhor conhecido somente como Amade Uatassi ou Mulei Hamete, foi rei de Fez ( ? - Marraquexe ?, 1549 ?). Sucede a seu pai Mulei Mafamede o português, em 1526 como Sultão oatácida embora seu tio Alboácem Ali ibne Maomé tente ao princípio de lhe negar o trono.

## Biografia
Amade chega ao trono de Fez, com um golpe de estado organizado por Mulei Abraém, alcaide de Xexuão, afastando do poder o sucessor natural Alboácem Ali ibne Maomé (Mulei Boaçum), irmão do rei defunto. Mas os xerifes saadianos estão em plena expansão, e Amade é forçado a reconhecer a soberania deles sobre Marraquexe . Em nome do islão, estes últimos combatem sem concessão os cristãos instalados nas costas ( Ceuta, Arzila, Tânger, Mazagão (Marrocos), Safi, etc. ). Por isso são vistos pelas populações como os defensores do islão, e quando Abu Alabás Amade, em 1537, marcha  contra eles, tem que recuar,  sob a pressão religiosa.
Por sua parte os Saadianos obtêm algumas vitórias sobre os hispânicos : sobretudo recuperam a Fortaleza de Santa Cruz do Cabo de Gué ( Agadir ) e a partir daí o rei de Portugal, D. João III decide de abandonar Safi e Azamor nesse mesmo ano, o que reforça o prestígio dos Xerifes aos  olhos dos muçulmanos.

## Citalforra
Em 1541 Amade casa-se com Citalforra alcaidessa de Tetuão. Esse casamento foi certamente político, porque Citalforra era filha de Barraxe, antigo alcaide de Xexuão, irmã do muito influente novo alcaide de Xexuão, criador de reis, Mulei Abraém (falecido em 1539), e mulher do falecido Almendarim :  todos estes, durante anos foram os principais inimigos dos portugueses instalados em Marrocos. Citalforra continuou a residir em Tetuão, sendo afastada do poder o ano seguinte.
De 1545 a 1547, feito prisioneiro pelos Saadianos, o sultão é libertado contra o abandono de Mequinez. O seu filho Naceradim Alcáceri Maomé ibne Amade reina em seu nome, durante esse período (mas é Alboácem Ali ibne Maomé, o tio de Amade, que exerce a regência, Naceradim Alcáceri sendo muito novo).
Recupera então seu poder até 1549, ano em que os Saadianos (Maomé Axeique) tomam Fez (29 ou 31 de Janeiro de 1549). "O soberano deposto foi removido em Março seguinte para Marrocos (Marraquexe) com suas mulheres e parentes, e os bens dele foram distribuídos pelos alcaides de Marrocos (Marraquexe) e Suz; e as filhas do rei tomou o Xerife para si e para seus dois filhos". "Quanto ao rei de Beles (Alboácem Ali, ou "Boaçum", tio de Amade), consegui sair secretamente da cidade, fugiu para Beles e daí foi refugiar-se em Málaga".
Os Saadianos reunificam o Marrocos.
Em 1554 Alboácem Ali ibne Maomé, o tio de Amade, tenta de recuperar o poder, mas  morre numa batalha contra Maomé Axeique.